# Yoshiyuki Takemoto
Yoshiyuki Takemoto (født 3. oktober 1973) er en tidligere japansk fodboldspiller.
Han har spillet for flere forskellige klubber i sin karriere, herunder Avispa Fukuoka og Sagan Tosu.